# Monte Ladu
Il monte Ladu è un rilievo montuoso situato in territorio di Bonorva, nella Sardegna nord-occidentale. Si erge ai bordi della piana di Santa Lucia, anche detta valle dei Nuraghi, e raggiunge un'altezza di 424 metri s.l.m.